# پرتر هال
پُرتِر هال (انگلیسی: Porter Hall؛ زادهٔ ۱۹ سپتامبر ۱۸۸۸ – درگذشتهٔ ۶ اکتبر ۱۹۵۳) بازیگر اهل ایالات متحده آمریکا بود. وی بین سال‌های ۱۹۲۶ تا ۱۹۵۳ میلادی فعالیت می‌کرد.

## زندگی شخصی
هال در سینسیناتی، اوهایو به دنیا آمد. پدرش، دبلیو ای هال، مدیر یک تجارت کوپه بود. وی پس از فارغ التحصیلی از دانشگاه سینسیناتی،  برای شرکت فلیشمن کار کرد و در عین حال، به کارگردانی و بازیگری در تئاتر های کوچک در کلیولند نیز، مشغول بود. هال در سال ۱۹۲۷ با جرالدین براون، بازیگر، ازدواج کرد.

## بازیگری
هال را بیشتر به خاطر پنج نقش ماندگارش، به یاد می آورند:
سناتور در فیلم آقای اسمیت به واشنگتن می رود. آقای بلکناپ در به راه خود می‌روم. گرانویل ساویر عصبی و بداخلاق در معجزه در خیابان سی و چهارم. جکسون در غرامت مضاعف و هربرت مک کولی در فیلم مرد لاغر.
چند سال بعد از مرگ وی، کارگردان، راس مایر، یکی از شخصیت های فیلم فراتر از دره عروسک ها، محصول سال ۱۹۷۰ را به نام هال نامگذاری کرد.

## درگذشت
هال در ششم اکتبر سال ۱۹۵۳، بر اثر حمله قلبی در لس آنجلس، کالیفرنیا، در سن ۶۵ سالگی درگذشت.

## گزیده فیلمشناسی
از جمله فیلم‌ها یا برنامه‌های تلویزیونی‌ای که وی در آنها نقش داشته‌است، می‌توان به آثار زیر اشاره کرد:
- (۱۹۳۱) تقلب
- (۱۹۳۴) مرد لاغر
- (۱۹۳۵) داستان لوئی پاستور
- (۱۹۳۶) پُر مشغله
- (۱۹۳۶) جنگل سنگی
- (۱۹۳۷) از این طرف لطفاً
- (۱۹۳۷) راهی به فردا ساختن
- (۱۹۳۹) آقای اسمیت به واشینگتن می‌رود
- (۱۹۴۰) آریزونا
- (۱۹۴۰) منشی همه‌کاره او
- (۱۹۴۱) سفرهای سولیوان
- (۱۹۴۳) زن شهر
- (۱۹۴۳) از جان گذشتگان
- (۱۹۴۴) به راه خود می‌روم
- (۱۹۴۴) غرامت مضاعف
- (۱۹۴۵) خون بر خورشید
- (۱۹۴۷) سنگاپور
- (۱۹۴۷) معجزه در خیابان سی و چهارم
- (۱۹۵۱) تک‌خال در حفره